# Senkamanisken
Senkamanisken war ein nubischer König, der um 620 v. Chr. regierte. Er war mit Amanimalel und Nasalsa verheiratet und hatte die Söhne Anlamani und Aspelta, die seine Nachfolge antraten.

## Belege

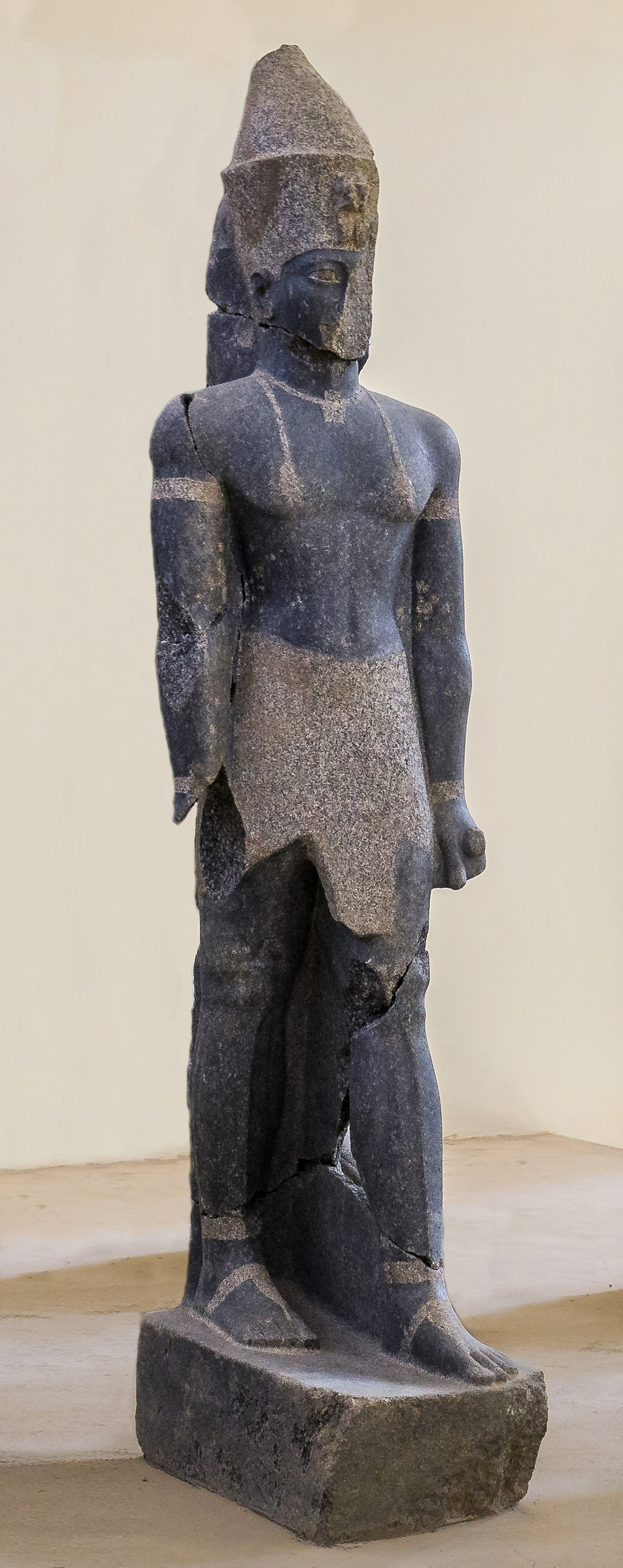
Statue des Senkamanisken

Er ist vor allem von seiner Pyramide Nu 3 bei Nuri bekannt. Beim Berg Barkal fanden sich Statuen von ihm, die hier anscheinend während eines ägyptischen Angriffes versteckt oder begraben worden sind. Von dort stammt auch eine Sphinx mit seinem Namen. Objekte mit Namen des Herrschers fanden sich auch in Meroe, das also damals schon eine gewisse Bedeutung hatte. Ein Fragment einer Opfertafel mit seinem Namen stammt aus Memphis in Ägypten.

## Weitere Namen
- Horusname: Sehertaui
- Nebti-Name: Dihermaat (?)
- Goldname: Weserpehti
- Thronname: Secheperenre
- Eigenname: Senkamanisken

## Monumente des Senkamanisken

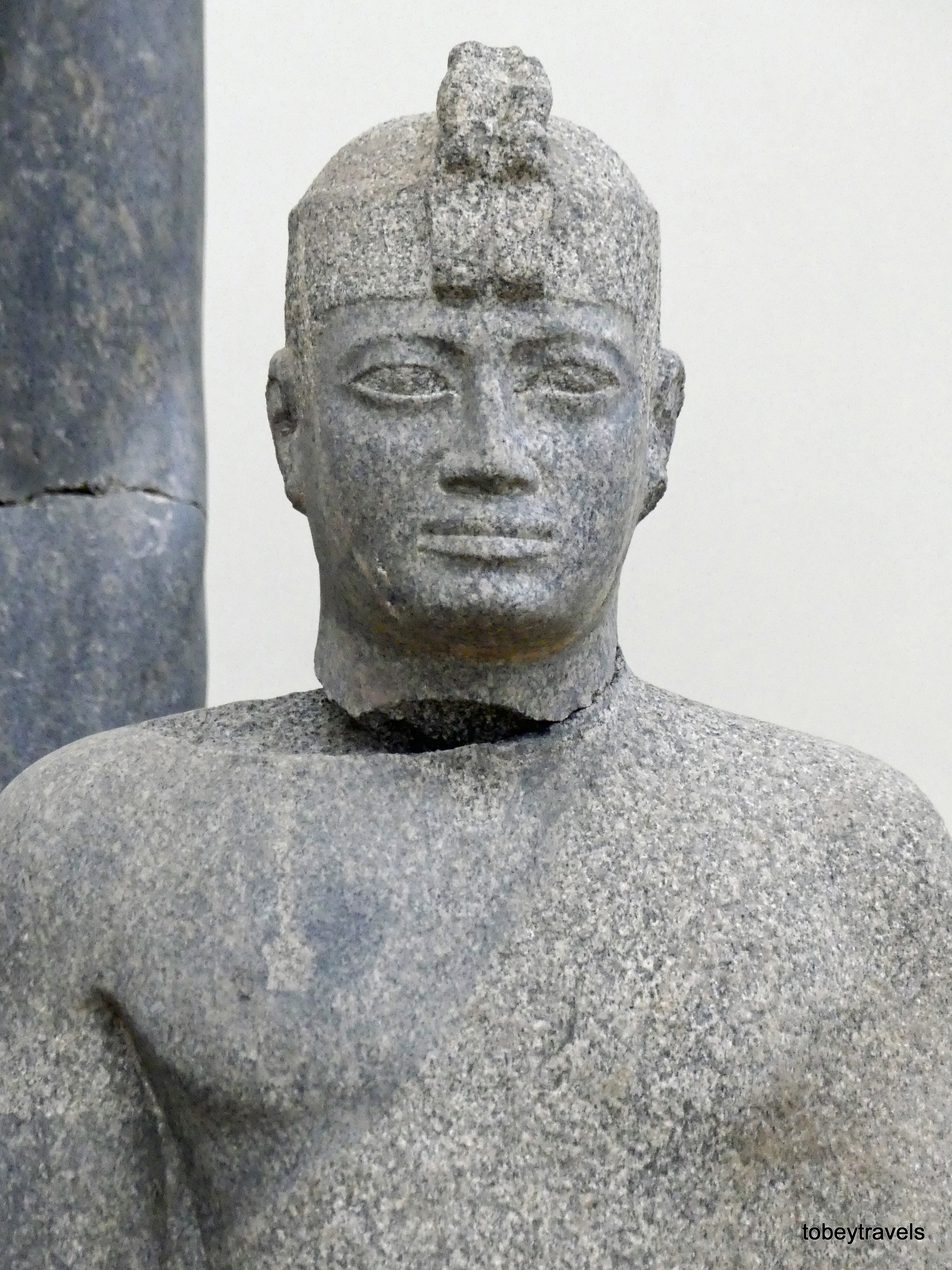
Senkamanisken, Kerma Museum
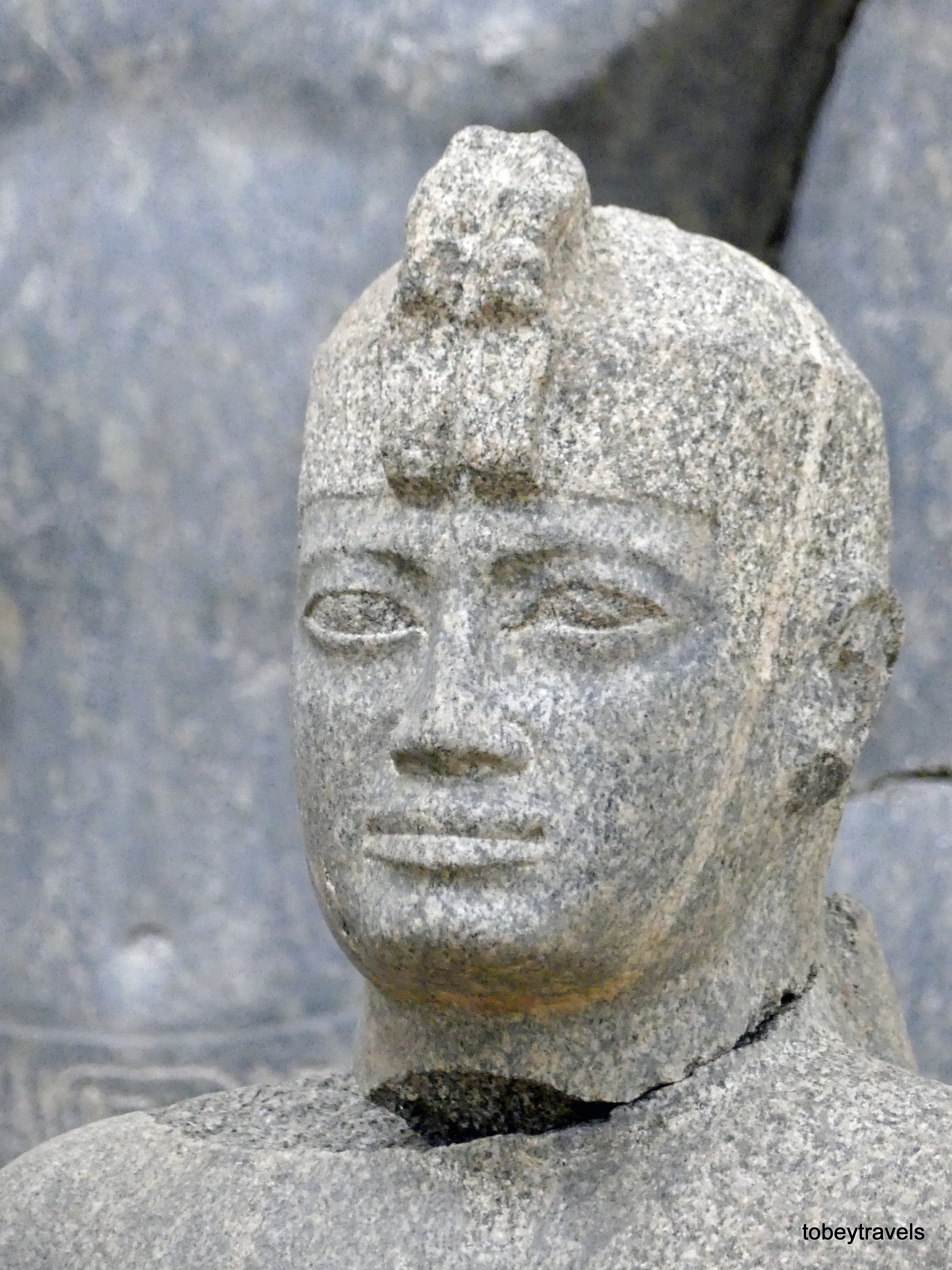
Senkamanisken, Kerma Museum
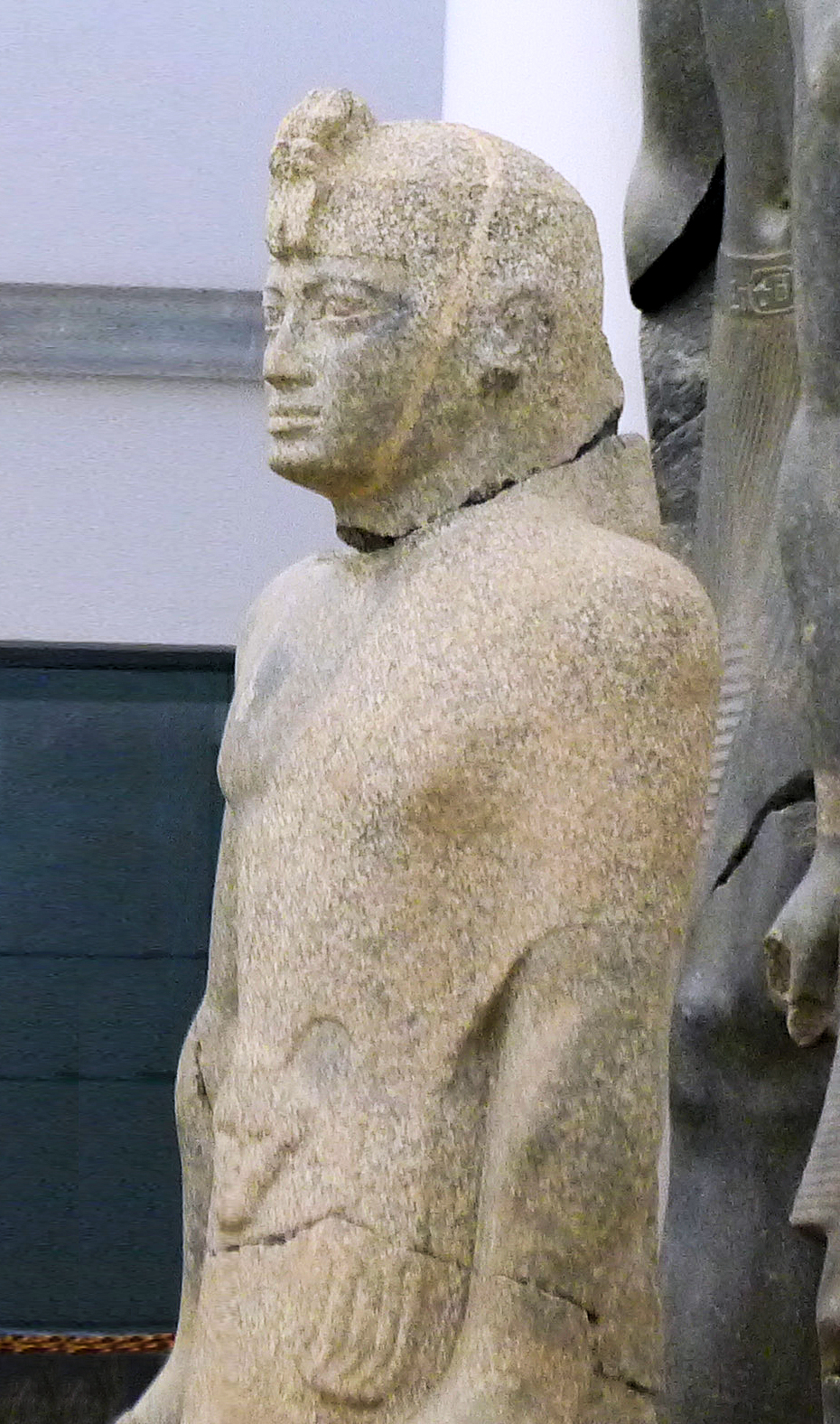
Senkamanisken, Senkamanisken, Kerma Museum
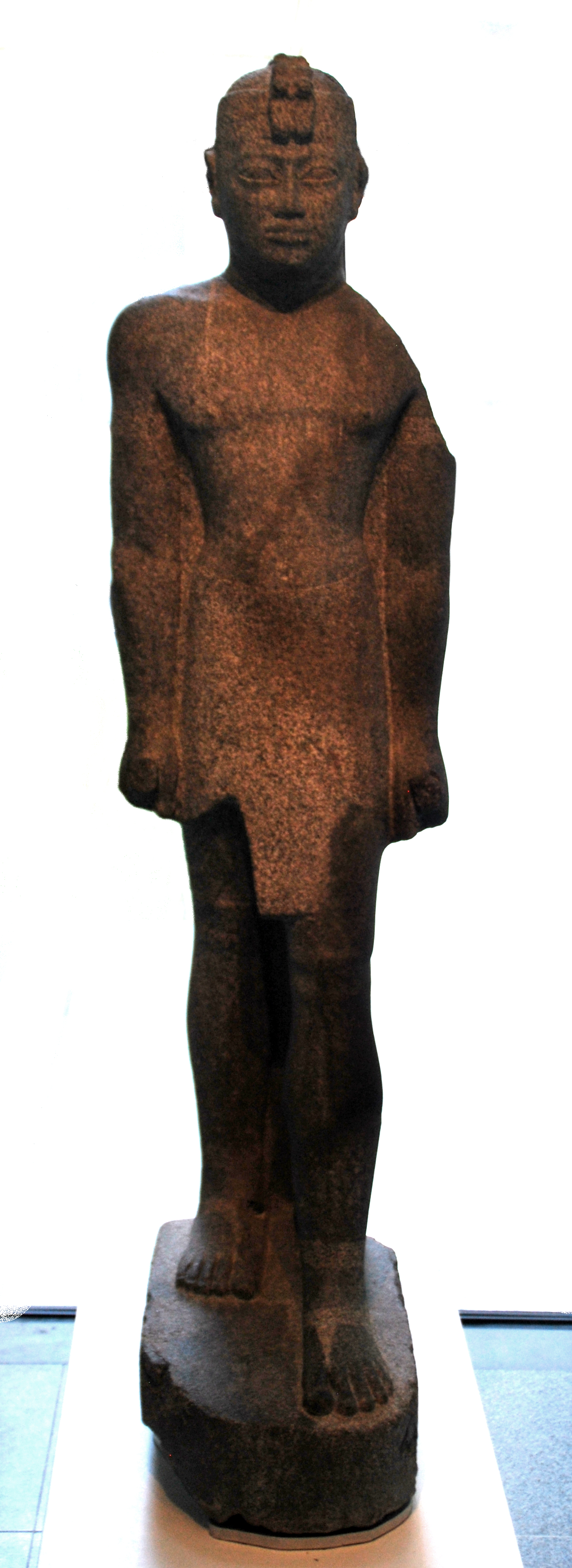
Statue des Senkamanisken, Boston Museum of Fine Arts
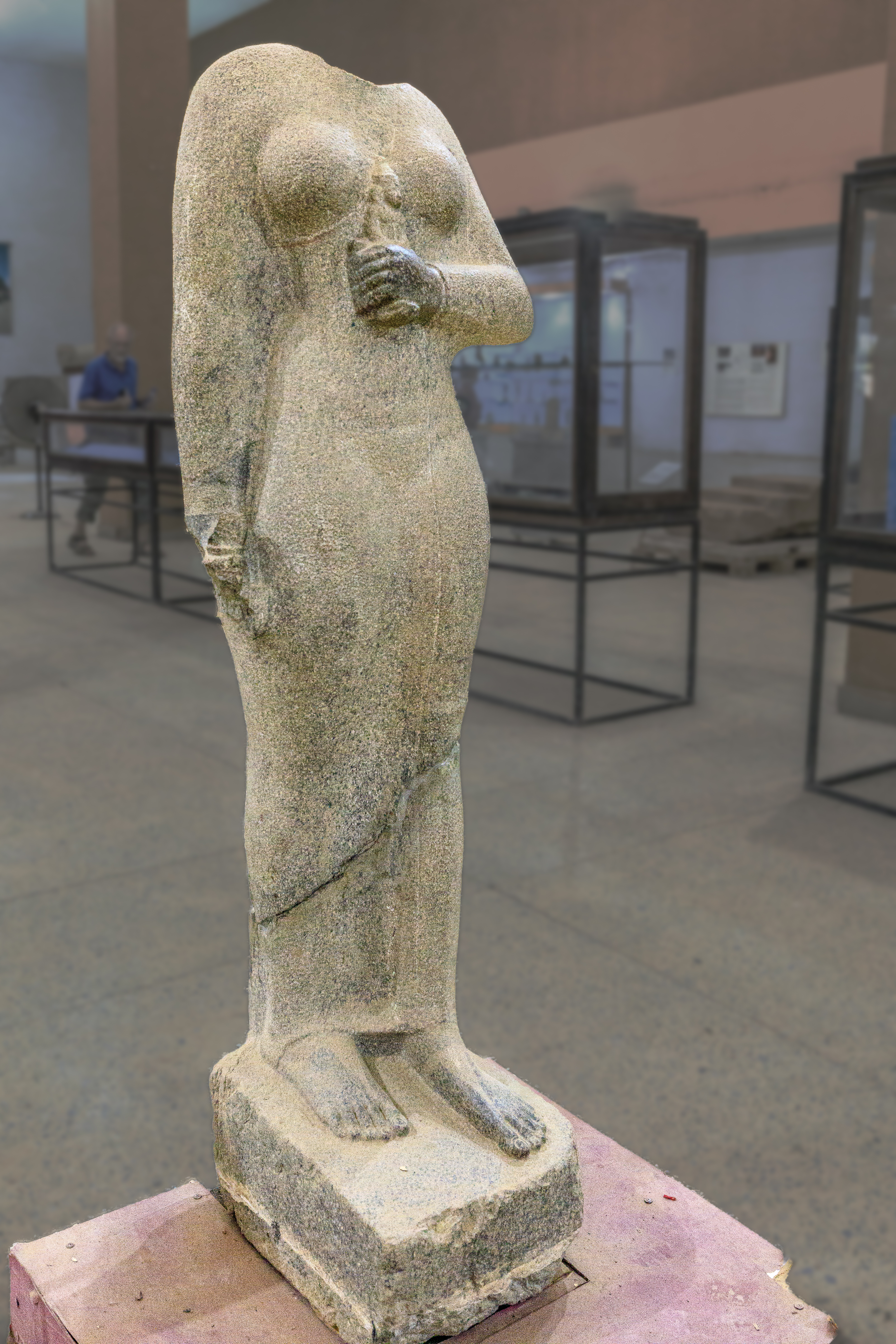
Königin Amanimalil, vielleicht Gemahlin von Senkamanisken
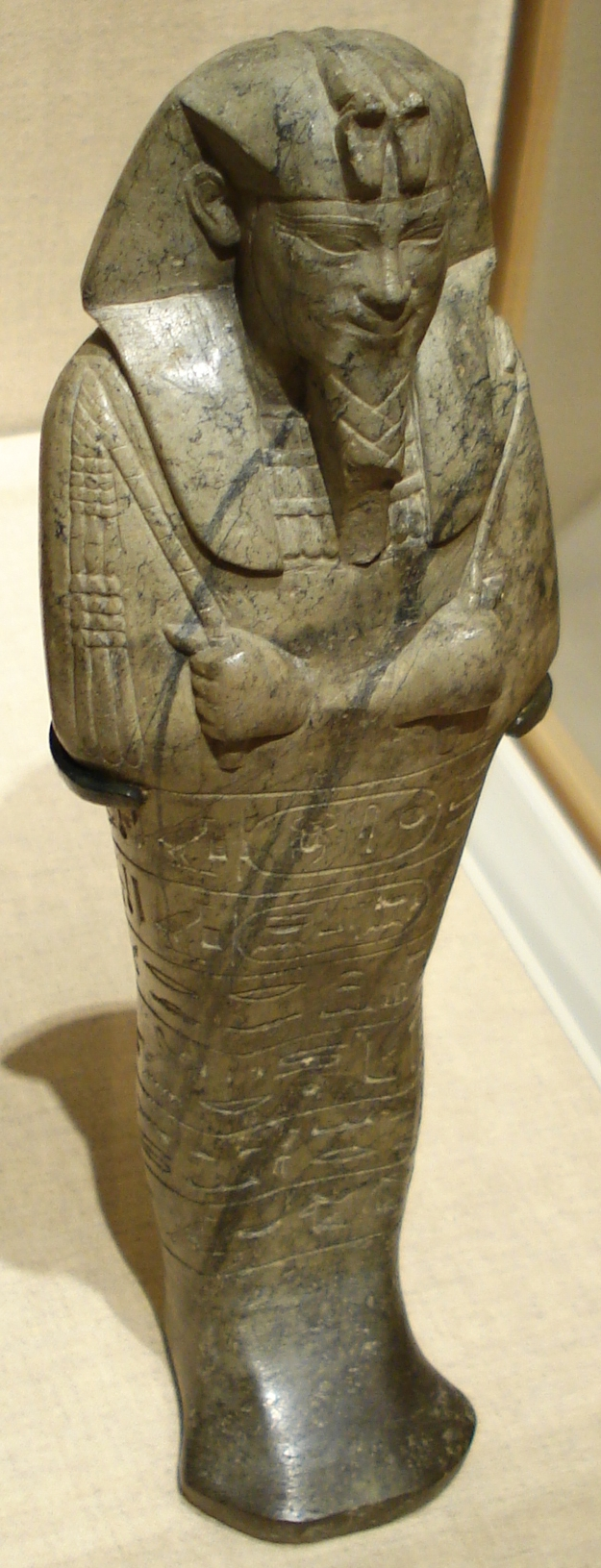
Uschebti des Senkamanisken
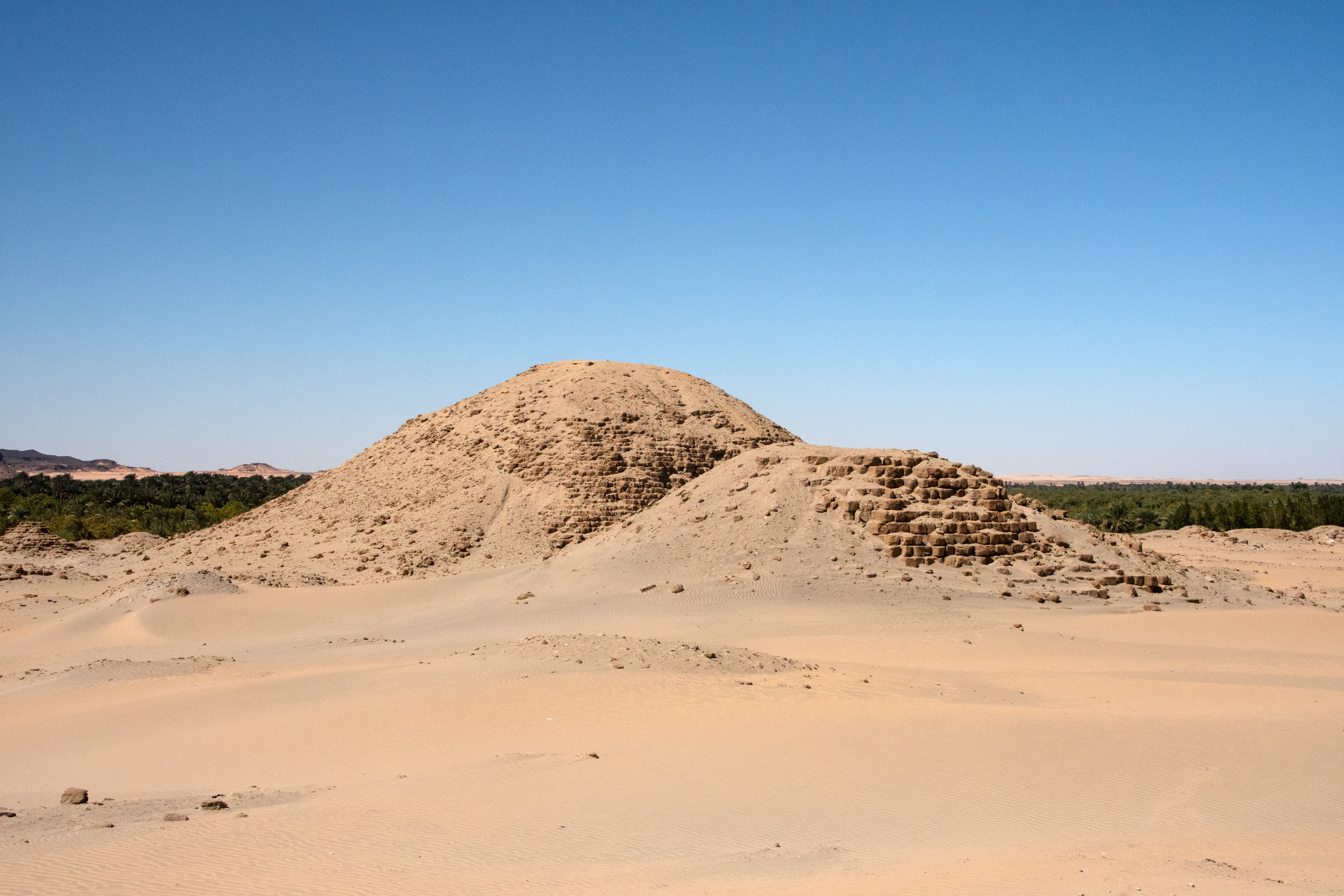
Pyramide des Senkamanisken (rechts)